# Metrarabdotos unguiculatum
Metrarabdotos unguiculatum är en mossdjursart som beskrevs av Canu och Bassler 1928. Metrarabdotos unguiculatum ingår i släktet Metrarabdotos och familjen Metrarabdotosidae.
Artens utbredningsområde är Mexikanska golfen. Inga underarter finns listade i Catalogue of Life.